# Островно
Островно  (Астро́ўна) - містечко в Бешенковицькому районі Вітебської області на березі озера Островно. Входить до складу Островенської сільської ради. 

## Історія
Близько 1520 року воєвода Вітебська Іван Сапіга заснував Островенський замок. Ці землі належали до маєтку Палонна у складі Вітебського повіту  і були успадковані ним та його братом Янушем від матері, княгині Федора Друцької-Соколінської. Перший письмовий спогад про Островно як надбання дітей І. Сапіги припадає на 1546 рік, коли його вдова отримала дозвіл Великого князя на заснування містечка біля замку. Пізніше маєтком володіли його син Іван (син Івана) та Міхал (син Януша) Сапіга. У 1591 році Островно перейшло до Григорія, сина І. Сапіги. Протягом 1600 - 1633 рр. цим районом володів єдиний син Григорія Олександр Дажбог Сапіга. У той же час частина Островно належала онукам Януша, Миколи та Лева Сапіги, потім сину Миколи, Федору. 

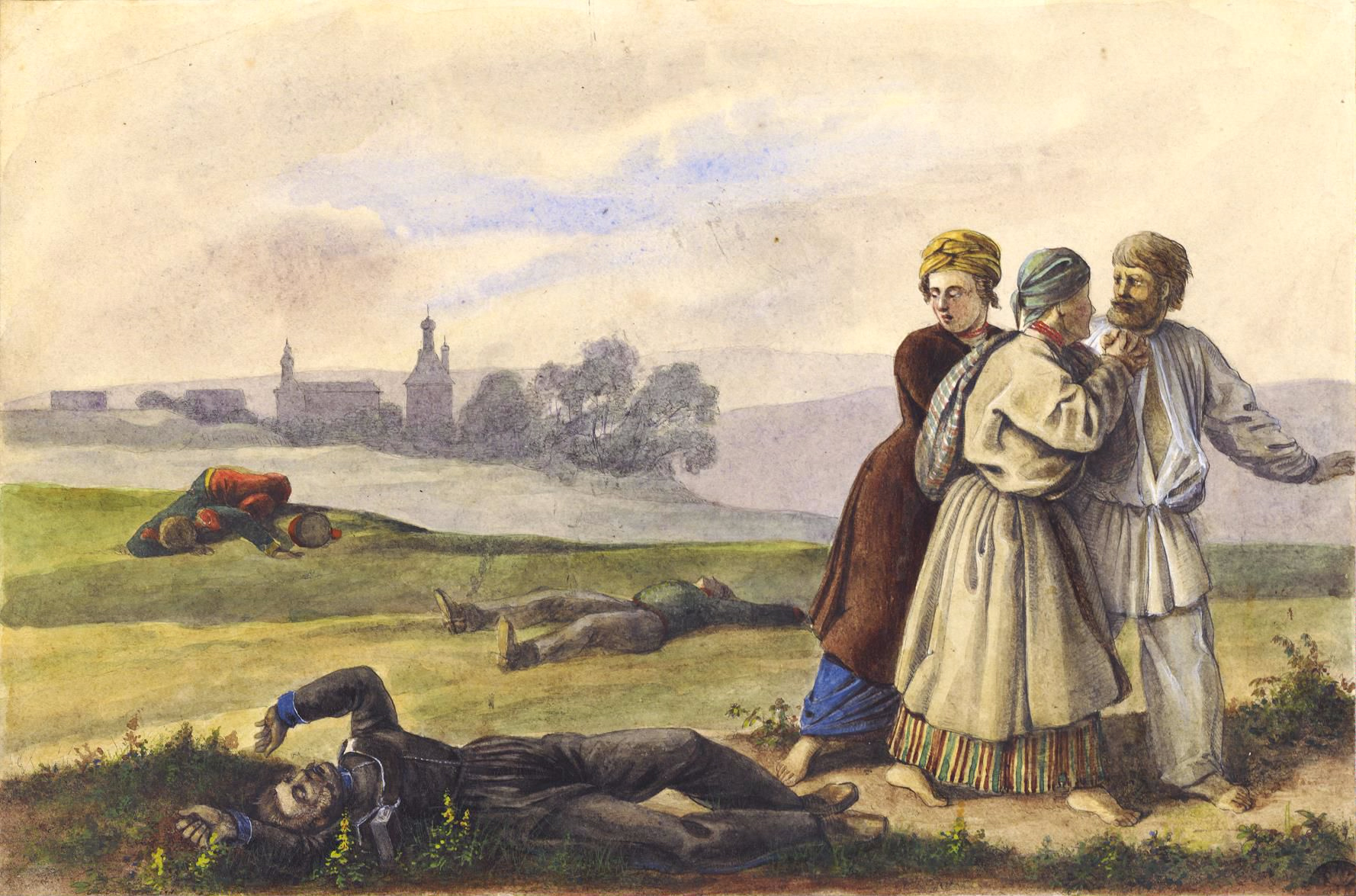
В околицях Островно 1830-х років

У 1622 році О. Д. Сапіга заснував домініканський монастир в Островно. Після його смерті частина містечка перейшла до його дочки Ганни та її чоловіка Станіслава Нарушевича; Участь Федора у 1650 р. Розділили сини його сестер - Воловичі, Тризни та Комаровські. 
В результаті першого поділу Речі Посполитої (1772 р.) Островно увійшло до складу Російської імперії, де стало центром Сенненського повіту Могилівської губернії. На межі XVIII ст містечко мало 19 дворів, на головній площі стояла ратуша. В цей час тут регулярно проводився ярмарок з 15 серпня по 1 вересня. 
На початку війни 1812 року в околицях Островно відбувся бій між французьким авангардом Ж. Мюрата та частини військ Першої Західної армії М. Б. Барклай де Толлі , внаслідок чого місто було зруйноване. Станом на 1888 рік у місті налічувалося 70 будинків. XX століття - 126 будинків. 
1 січня 1919 р. згідно з постановою Першого з'їзду Комуністичної партії Білорусі Островно увійшло до складу Білоруської РСР, але 16 січня Москва разом з іншими етнічно білоруськими територіями взяла місто до складу РРФСР. У 1924 році Островну повернули до БРСР, де вона стала центром сільської ради. Станом на 1969 рік у селі було 264 двори, у 1990 р. - 535, у 1994 р. - 554. У 2005 р. Островно отримало офіційний статус агромістечка. 

## Населення
- XVIII століття : 1800 - 97 чол
- XIX століття : 1888 - 469 чол
- XX століття : 1901 - близько 300 осіб; 1969 р. - 851 чол [2] ; 1990 р. - 1,2 тис. Осіб. [3] ; 1994 рік - 1173 особи; 1999 рік - 658 осіб
- XXI століття : 2010 р. - 603 чол

### Інфраструктура
В Островно є середня школа, лікарня, будинок культури, бібліотека та пошта. 

## Туристичні принади

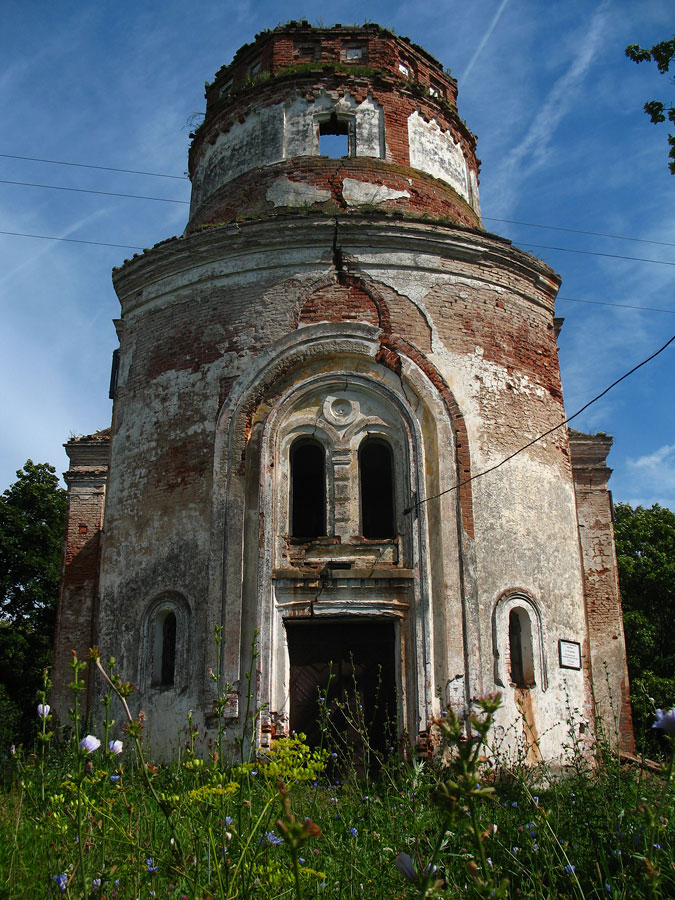
Католицький костел Св. Іллі Трійця

### Пам'ятки
- Католицький костел Святої Трійці (XVI століття; зараз на балансі БЕМП)
- Обеліск на честь битви при Островно
- Братська могила

### Втрачена спадщина
- Ратуша (XVIII ст.) )
- Синагога
- Церква

## Відомі люди
- Лев Сапіга
- Олексій Миколайович (1904-1965) - генерал-лейтенант, учасник Великої Вітчизняної війни [4] .